# Рю Син У
Рю Син У (кор. 류승우, нар. 17 грудня 1993, Пусан) — південнокорейський футболіст, півзахисник клубу «Баєр 04».

## Клубна кар'єра
Народився 17 грудня 1993 року в місті Пусан. Займався футболом в Університеті Чунан.
6 листопада 2013 року підписав перший професійний контракт з клубом К-ліги «Чеджу Юнайтед», але вже через місяць, так і не зігравши за клуб жодного матчу у чемпіонаті, Рю був орендований з правом подальшого викупу німецьким клубом «Баєр 04». 25 січня 2014 року молодий нападник дебютував у Бундеслізі в матчі проти «Фрайбурга» (2:3), замінивши на 83-й хвилині свого співвітчизника Сон Хин Міна. 4 квітня Рю зіграв свій другий і останній матч за леверкузенців в сезоні у матчі Бундесліги проти «Гамбурга» (1:2), вийшовши на 86 хвилині замість Гонсало Кастро. 
Незважаючи на це, в серпні 2014 року німецький клуб викупив контракт гравця і відразу віддав його в оренду в клуб Другої Бундесліги «Айнтрахт» (Брауншвейг)., де кореєць провів наступний сезон, зігравши у 16 матчах чемпіонату, в яких забив 4 голи.
Влітку 2015 року кореєць повернувся до «Баєра», але за півроку так і не провів за першу команду жодного матчу, тому у лютому 2016 року був знову відданий в оренду до клубу Другої Бундесліги, цього разу у «Армінію» (Білефельд), за яку встиг відіграти до кінця сезону 10 матчів в національному чемпіонаті, після чого знову повернувся в «Баєр».

## Виступи за збірні
2012 року виступав у складі юнацької збірної Південної Кореї, разом з якою став переможцем Юнацького (U-19) кубку Азії, кваліфікувавшись на Молодіжний (U-20) чемпіонат світу 2013 року. На цьому турнірі Рю провів спершу всі три матчі групового етапу, в яких забив 2 голи — переможний гол у матчі проти збірної Куби (2:1) і зрівняв рахунок (1:1) у грі проти збірної Португалії (2:2). У матчі 1/8 фіналу проти збірної Колумбії (8:7 по пенальті) і під час вильоту в чвертьфіналі проти збірної Гани (4:5 по пенальті) Син У на поле не вийшов через травму.
З 2014 року залучався до складу молодіжної збірної Південної Кореї (U-23), разом з якою став фіналістом Молодіжного кубка Азії 2016 року, що дозволило японській збірній кваліфікуватись на Олімпійські ігри.
2016 року захищав кольори олімпійської збірної Південної Кореї на Олімпійських іграх 2016 року у Ріо-де-Жанейро.

## Титули і досягнення
- Переможець Юнацького (U-19) кубка Азії: 2012